# Kamienica przy ulicy Miodowej 10 w Krakowie
Kamienica przy ulicy Miodowej 10 – zabytkowa kamienica znajdująca się w Krakowie, w dzielnicy I przy ul. Miodowej, na rogu z ul. Bożego Ciała 4, na Kazimierzu.
Kamienica została wzniesiona w latach 1835–1840. Zaprojektowana została przez Augusta Pluszyńskiego. W 1841 roku została wybudowana oficyna budynku. W 1899 roku kamienica została przebudowana.
Kamienica znajduje się na obszarze Kazimierza, którego układ urbanistyczny został wpisany 23 marca 1934 do rejestru zabytków. Budynek znajduje się także w gminnej ewidencji zabytków.
Nieruchomość została objęta reprywatyzacją. Mimo wypłaconego za nią odszkodowania nie przeszła na własność Skarbu Państwa i znalazła się na liście 47 obiektów tzw. dzikiej reprywatyzacji wśród krakowskich kamienic, sporządzonej na przełomie 2017/2018 przez stowarzyszenie Miasto Wspólne, które złożyło w tej sprawie zawiadomienie do prokuratury. Według stanu z 7 marca 2018 prokuratura nie wszczęła jednak śledztwa w sprawie tego adresu.